# Capreno
Capreno è una frazione di 380 abitanti del comune di Sori, nella città metropolitana di Genova, posta a 243 metri sul livello del mare.

## Storia

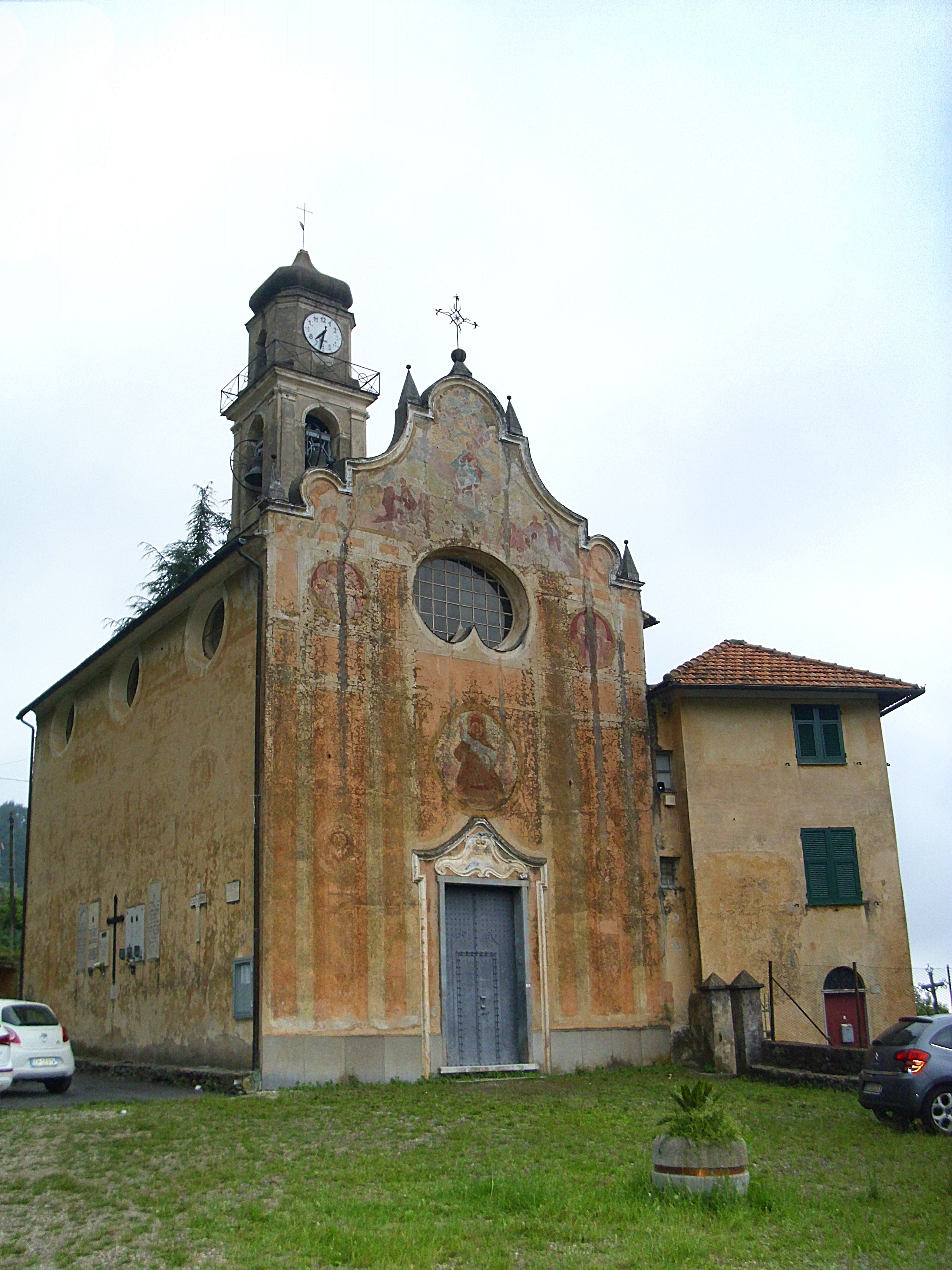
La chiesa parrocchiale di San Pietro

Da un punto di vista amministrativo la comunità di Capreno fece parte del territorio di Canepa, fino alla soppressione di quest'ultimo come comune autonomo nel 1929 e l'incorporazione nell'odierno comune di Sori. Il territorio di Capreno rientrò ben presto nei domini della Repubblica di Genova che, come i vicini borghi e paesi del Golfo Paradiso, venne inserito nella giurisdizione della podesteria del Bisagno e, dal 1606, nel successivo capitaneato di Recco seguendone le sorti.
Con la nuova dominazione francese di Napoleone Bonaparte in Liguria le quattro municipalità di Sori, Pieve di Sori, Canepa e Sant'Apollinare rientrarono dal 2 dicembre 1797 nel Dipartimento del Golfo del Tigullio, con capoluogo Rapallo, all'interno della Repubblica Ligure annessa al Primo Impero francese. Dal 28 aprile del 1798 con i nuovi ordinamenti francesi, Capreno rientrò nel III Cantone, con capoluogo Sori, della Giurisdizione della Frutta e dal 1803 centro principale del VI Cantone della Frutta nella Giurisdizione del Centro. Dal 13 giugno 1805 al 1814 venne inserito nel Dipartimento di Genova.
Nel 1815 fu inglobato nel Regno di Sardegna, così come stabilì il Congresso di Vienna del 1814 anche per gli altri comuni della repubblica ligure, e dal 1861 nel successivo Regno d'Italia. Dal 1859 al 1926 il territorio fu compreso nel VI mandamento di Recco del circondario di Genova della provincia di Genova. Tre anni dopo, nel 1929, il comune di Canepa venne soppresso e confluito nella municipalità di Sori: Capreno ne divenne quindi frazione.
Nel 1836 presentava una popolazione di 268 abitanti.

## Monumenti e luoghi d'interesse

### Architetture religiose
- Chiesa parrocchiale di San Pietro del XII secolo.
- Oratorio di Nostra Signora della Cintura, eretto nel 1570 ed originariamente intitolato alla Natività di Maria. L'ingresso della Confraternita di Nostra Signora della Cintura nel 1725 ne modificò l'intitolazione e due anno dopo si diede avvio ad un nuovo rifacimento e abbellimento della struttura.